# Heart of Rome
"Heart of Rome" ("El corazón de Roma") es una canción popular con matices de canzonetta italiana compuesta por Geoff Stephens, Alan Blaikey y Ken Howard interpretada por Elvis Presley quien la grabó a mediados de 1970.  La compañía RCA la lanzó al mercado en una primera etapa como disco sencillo junto con el tema "I'm Leaving" en el lado A, y a su vez en el álbum "Love Letters from Elvis". El sencillo ingresó a las listas del Billboard en un discreto puesto # 36 y vendió en su momento unas 300.000 copias. 

## Grabación
Elvis grabó "Heart of Rome" el 6 de junio de 1970 en el estudio B de RCA en Nashville, Tennessee. El productor Felton Jarvis, ingeniero a cargo de la sesión, quedó fascinado con el trabajo de Elvis en el estudio y se interesaría al año siguiente por editar un sencillo con un nuevo tema, en un intento por lograr que Elvis tuviese el mismo buen desempeño que el que había tenido el año anterior.
"Heart of Rome" disponía de una melodía y ritmo elaborado que combinaba el estilo de canción popular con la música tradicional italiana, con los cuales Presley había conseguido éxitos como "It's Now Or Never", "Surrender" y "Santa Lucía", por lo cual Jarvis creía firmemente que la canción podía ser un nuevo suceso como las anteriores. 
No obstante, la letra resultaba algo escasa en cuanto a versos y quedaba supeditada al tarareo al que Elvis recurre para suplir lo sutilmente escaso de la poesía, procediendo al arreglo musical de  repetir nuevamente el estribillo subiendo la intensidad interpretativa del mismo a la vez que sube la escala tonal, un recurso que Elvis volvería a utilizar con su versión de Proud Mary tiempo después. El tema por otro lado dispone de amplios y variados arreglos orquestales de cuerdas y vientos que enfatizan la emotividad de la canción y pueden escucharse los coros de Charly Hodge al final de los estribillos.

## Letra
Un joven enamorado le hace saber a su amada que pronto ella partirá hacia su hogar y él quedará solo, alejado de aquella a quien ama, en algún lugar en el corazón de Roma. Entonces él le dice que hará una promesa en cada fuente de la ciudad, decir una plegaria para que ella regrese, que contará los minutos incluso, en su deseo por procurar que la llama del amor aún siga perdurando y que guardará la foto de ella bajo la almohada simulando no estar solo en algún lugar del corazón de Roma. 

## En la tradición popular
Es una costumbre popular arrojar monedas en las fuentes pidiendo un deseo. En Roma, la fuente más famosa donde las personas solían llevar a cabo hasta tiempos recientes esa costumbre, es la Fuente de Trevi. La tradición indica que si el hombre arroja dos monedas a la fuente, conseguirá el amor de una mujer italiana y que si arrojas tres monedas, el hombre se casará con la mujer que conoció. 

## Ediciones

### Sencillos
- I’m Leavin’ / Heart of Rome (RCA 47-9998) July 1971. - Standard

- I’m Leavin’ / Heart of Rome (RCA 447-0683) May 1972. Gold - Standard Series (Reedición)

### Álbumes
- Love Letters From Elvis (1971)

- Walk a Mile in My Shoes – The Essential 70’s Masters (1995)

- The Nashville Marathon (2002) – FTD

- Love Letters (2008) - FTD

- Our Memories of Elvis - Volume 1, 2 & 3 (2012) - FTD

- Hits of the 70s (2012) - FTD

- That's The Way It Is - 50th     Anniversary Collector's Edition (2020) - FTD [1]